# Jeon Sung-woo
Jeon Sung-woo (Hangul: 전성우, RR: Jeon Seong-u), es un actor, actor teatral y musical surcoreano.

## Biografía
Estudió en la Universidad Sungkyunkwan (en inglés: "Sungkyunkwan University") donde se graduó en artes escénicas.

## Carrera
Desde julio del 2018 es miembro de la agencia "High Entertainment". Previamente formó parte de la agencia "Great Company" en el 2015.
Sung-woo debutó como actor musical a los 20 años en el musical "Royal Dream of the Moon".
En el 2015 se unió al elenco recurrente de la serie Six Flying Dragons, donde interpretó a un estudiante de Sungkyunkwan y amigo de Heo Gang (Lee Ji-hoon).
En junio del 2016 se unió al elenco recurrente de la serie A Beautiful Mind, donde dio vida al médico Hong Kyung-soo, un miembro del departamento de anestesiología.
En noviembre del 2017 se unió al elenco recurrente de la serie Oh, the Mysterious (también conocida como "Doubtful Victory"), donde interpretó a Scab, un ayudante de Oh Il-seung (Yoon Kyun-sang).
El 8 de diciembre del 2018 se unió al elenco principal del drama Water Scale, donde dio vida a Jin-cheol, un joven que después de reencontrarse con Yoon Seul (Kim Ye-eun), los sentimientos ambivalentes entre sí continúan entrelazándose en sus vidas diarias.
En febrero del 2019 se unió al elenco recurrente de la serie The Fiery Priest, donde interpretó a Han Sung-gyu, el Padre Marco, un miembro de la catedral y creyente.
En julio del mismo año se unió al elenco recurrente de la serie Designated Survivor: 60 Days, donde dio vida a Seo Ji-won, un especialista cibernético del grupo "Terrorism Task Force" del Servicio Nacional de Inteligencia (NIS) de Corea del Sur.
El 16 de diciembre del miso año se unió al elenco principal de la serie Diary of a Prosecutor, (también conocida como "War Of Prosecutors") donde interpretó a Kim Jung-woo, el fiscal más joven de la Unidad Criminal 2 y con poca experiencia, a quien le gusta salir, aunque su carga de trabajo generalmente le impide hacerlo, hasta el final de la serie el 11 de febrero del 2020.
En septiembre del 2020 se unió al elenco recurrente de la serie Homemade Love Story (también conocida como "Oh! Samkwang Villa"), donde dio vida a Hwang Na-ro.
El 13 de enero de 2022, se confirmó que se había unido al elenco de la serie de Netflix Adiós, Tierra (también conocida como "The Fool of the End") donde interpreta al sacerdote Damiano (Woo Sung-jae), cuando el sacerdote principal desaparece después del anuncio del incidente del asteroide, Sung-jae se convierte en sacerdote asistente y se ocupa de la gente de la iglesia.

## Filmografía

### Series de televisión
| Año     | Título                                         | Personaje                  | Notas                     | Ref.   |
| ------- | ---------------------------------------------- | -------------------------- | ------------------------- | ------ |
| 2015    | Six Flying Dragons                             | Estudiante de Sungkyunkwan |                           |        |
| 2016    | A Beautiful Mind                               | Dr. Hong Kyung-soo         |                           |        |
| 2017-18 | Oh, the Mysterious                             | Scab                       |                           |        |
| 2018    | Drama Special Season 9: Too Bright For Romance | Lee Pil-yong (de joven)    | 1 episodio                |        |
| 2018    | Drama Stage Season 2: Water Scale              | Jin-cheol                  | 1 episodio                |        |
| 2019    | The Fiery Priest                               | Han Sung-gyu / Padre Marco |                           |        |
| 2019    | Designated Survivor: 60 Days                   | Seo Ji-won                 |                           |        |
| 2019-20 | Diary of a Prosecutor                          | Kim Jung-woo               | 16 episodios              |        |
| 2020-21 | Homemade Love Story                            | Hwang Na-ro                |                           | [ 14 ] |
| 2024    | Adiós, Tierra                                  | Damiano (Woo Sung-jae)     |                           | [ 13 ] |
| 2025    | Exploradora del amor                           |                            | Aparición especial, ep. 2 |        |

### Películas
| Año  | Título                 | Hangul             | Personaje      | Notas                                                                                   | Ref.   |
| ---- | ---------------------- | ------------------ | -------------- | --------------------------------------------------------------------------------------- | ------ |
| 2013 | The X                  | 더 엑스            | Doble Agente   | junto a Gang Dong-won, Esom, Shin Min-a, Kim Hee-won y Yang Myung-hun                   |        |
| 2016 | The Table              | 더 테이블          | Min-ho         | junto a Jung Yu-mi, Han Ye-ri, Jung Eun-chae, Im Soo-jung y Kim Hye-ok                  |        |
| 2018 |                        | 심증               | -              |                                                                                         |        |
| 2022 | The Man Only I Can See | 내게만 보이는 남자 | Yeong-jae      | junto a Bae Soo-bin, Choi Yu-hwa, Jeon Seok-ho, Kim Eui-sung, Tae In-ho y Kang Hye-jung |        |
| 2023 | The Point Men          | 교섭               | Secretario Cha | junto a Hwang Jung-min, Hyun Bin, Kang Ki-young y Song Geul Song Geul                   | [ 15 ] |

### Programas de variedades
| Año  | Título                     | Notas               |
| ---- | -------------------------- | ------------------- |
| 2018 | Talkmon (토크몬)           | miembro - (ep. 3-4) |
| 2019 | Surfing House (서핑하우스) | miembro             |

### Aparición en videos musicales
| Año  | Artista       | Canción                 | Notas |
| ---- | ------------- | ----------------------- | ----- |
| 2018 | Park Hyo-shin | "The Other Day" (별 시) |       |

### Teatro
| Año     | Obra                                              | Personaje         | Notas                                                                                   |
| ------- | ------------------------------------------------- | ----------------- | --------------------------------------------------------------------------------------- |
| 2012-13 | The Birth of Mildang (밀당의탄생)                 | Seo-dong          |                                                                                         |
| 2014    | Deathtrap (데스트랩)                              | Clifford Anderson |                                                                                         |
| 2014-15 | M. Butterfly                                      | Song Liling       |                                                                                         |
| 2015    | The Curious Incident of the Dog in the Night-Time | Christopher       | junto a Bae Hae-seon, Kim Ji-hyun, Kim Young-ho, Yang So-min, Han Se-ra y Kim Dong-hyun |
| 2016-17 | The Elephant Song (엘리펀트 송)                   | Michael           |                                                                                         |

### Musicales
| Año        | Título                                              | Personaje                    | Notas                                                                 |
| ---------- | --------------------------------------------------- | ---------------------------- | --------------------------------------------------------------------- |
| 2007       | Royal Dream of the Moon                             | Jeongjo de Joseon (de joven) |                                                                       |
| 2010       | Hwarang                                             | Sa Da-ham                    |                                                                       |
| 2011       | Spring Awakening                                    | Ernst Röbel                  |                                                                       |
| 2012       | Three Thousand Flowers (삼천)                       | Jin Jang-goon                |                                                                       |
| 2013       | Indangsu Love Song (인당수 사랑가)                  | Mong-ryong                   |                                                                       |
| 2014       | On Stage Season 2                                   | -                            |                                                                       |
| 2011, 2014 | Thrill Me                                           | Nathan Leopold               |                                                                       |
| 2012-14    | The Goddess Is Watching (여신님이 보고계셔)         | Ryu Sun-ho                   |                                                                       |
| 2015       | Bare: The Musical (베어 더 뮤지컬)                  | Jason                        |                                                                       |
| 2012, 2016 | Black Mary Poppins (블랙메리포핀스)                 | Herman                       | junto a Jung Sang-yoon, Kang Ha-neul, Yoon Na-moo y Chu Jeong-hwa     |
| 2016       | Memories of Matsuko (혐오스러운 마츠코의 일생)      | Youichi Ryu                  |                                                                       |
| 2018       | A New Musical: Maybe Happy Ending (어쩌면 해피엔딩) | Oliver                       | junto a 김재범, Moon Tae-yoo (문태유), Shin Joo-hyup, 박지연 y 성종완 |

## Premios y nominaciones
| Año  | Premio                          | Categoría            | Trabajo                                           | Resultado |
| ---- | ------------------------------- | -------------------- | ------------------------------------------------- | --------- |
| 2016 | Stagetalk Audience Choice Award | Best Actor (Theater) | The Elephant Song                                 | Ganó      |
| 2016 | Stagetalk Audience Choice Award | Best Actor (Theater) | The Curious Incident of the Dog in the Night-Time | Ganó      |